# Altaj Zjardembekuly
Altaj Zjardembekuly Cyrillisch: Алтай Жардембекулы (Astana, 4 mei 2001) is een Kazachse langebaanschaatser. Zijn beste afstand is de 500m.

## Records

### Persoonlijke records
| Afstand    | Tijd    | Datum            | Baan    |
| ---------- | ------- | ---------------- | ------- |
| 500 meter  | 34,73   | 26 januari 2025  | Calgary |
| 1000 meter | 1.09,20 | 25 januari 2025  | Calgary |
| 1500 meter | 1.54,80 | 5 februari 2023  | Inzell  |
| 3000 meter | 4.19,83 | 19 november 2021 | Astana  |
| 5000 meter | 7.41,18 | 29 maart 2018    | Astana  |

(laatst bijgewerkt: 26 januari 2025)

## Resultaten
| Jaar | WK Sprint              | WK Junioren                  |
| ---- | ---------------------- | ---------------------------- |
| 2020 |                        | 38e 500m 44e 1000m 39e 1500m |
|      |                        |                              |
| 2024 | DQ (26e, 24e, 23e, DQ) |                              |

(#, #, #, #) = afstandspositie op sprinttoernooi (500m, 1000m, 500m, 1000m).
DQ = diskwalificatie voor bepaalde afstand